# Алматинская железная дорога
Алматинская железная дорога — существовавшее в СССР территориальное подразделение Министерства путей сообщения по управлению железнодорожным транспортом. Протяжённость железнодорожной линии составляла 3086 км. Крупные узловые станции — Алматы-1, Семипалатинск, Защита, Аягуз, Актогай, Зыряновск, Шу.

## История
Формирование железной дороги началось со строительства Туркестано-Сибирской железной дороги, которая 1 января 1931 года была сдана в постоянное пользование (протяжённость 1444 км). В 1931—1932 годах были проложены линии Локоть — Защита и Защита — Лениногорск (Риддер),
В период Второй мировой войны железнодорожное строительство продолжалось на участках Коксу — Текели и Джамбул — Каратау. С дороги было отправлено на фронт 314 лучших паровозов, восстанавливались поступавшие с фронта разбитые локомотивы.
После войны железнодорожное строительство было продолжено.
- В 1946 году введены в эксплуатацию линии Фрунзе — Рыбачье, возобновлено прерванное войной строительство линии Моинты — Чу, завершение которой в 1953 сократило путь от Алма-Аты до Караганды на 2400 км. С вводом этой линии была завершена Трансказахская магистраль Петропавловск — Кокчетав — Акмолинск — Караганда — Чу.
- В 1950-1970-х годах построены участки Чу — Бадам, Актогай — Дружба, Жана-Семей — Конечная, Каратау — Жанатас — Карьерная. В 1953 году завершилось строительство линии Усть-Каменогорск — Зыряновск.
- В 1970-1980-х годах велось строительство вторых путей (Арысь — Чу, Моинты — Чу) и укладка двухпутных вставок на направлении Алма-Ата — Чу.
- В 1985 введена в эксплуатацию линия Саяк—Актогай.
- В 1990 завершена прокладка участка от ст. Дружба до государственной границы, который соединил дорогу с железнодорожной сетью Китая. Была открыта новая трансконтинентальная магистраль, проходящая по древнему Великому шёлковому пути из Европы в Азию[1].

Завершение строительства приграничных железнодорожных переправ Алашанькоу (между Казахстаном и Китаем) в 1991 году и Теджен—Серахс—Мешхед (между Туркменистаном и Ираном) в 1996 году открыло стране выход к побережью Тихого океана и к Средиземному морю.
Железнодорожная линия Тегеран—Бендер—Аббас (Иран) соединила Казахстан с Персидским заливом. Таким образом вдоль древнего Великого Шелковою пути была образована Трансазиатская магистраль, что значительно сократило расстояние между Азией и Тихоокеанским побережьем, странами Европы и Дальнего Востока. Через приграничную переправу Алашанькоу налажено регулярное движение в направлении Алматы—Урумчи—Алматы.
В 1952—1997 годах в ведении предприятия находилась детская железная дорога.
В 1982 году на дороге был снят художественный фильм «Дыня».
С 1990-х годов по алматинской железной дороге постоянно увеличивались перевозоки из Китая и обратно (в том числе в рамках Транскаспийского транспортного маршрута), вследствие этого стало нехватать железнодорожнего полотна в районе Алматинской области. В 2024 году для разгрузки данного участка началось строительство железной дороги в обход Алматы.